# Ébréon
Ébréon – miejscowość i gmina we Francji, w regionie Nowa Akwitania, w departamencie Charente.
Według danych na rok 1990 gminę zamieszkiwały 174 osoby, a gęstość zaludnienia wynosiła 17 osób/km² (wśród 1467 gmin regionu Poitou-Charentes Ébréon plasuje się na 821. miejscu pod względem liczby ludności, natomiast pod względem powierzchni na miejscu 818.).